# Flaxlanden
Flaxlanden je občina v departmaju Haut-Rhin francoske regije Alzacija.
Leta 1990 je v občini živelo 1 101 oseb oz. 254 oseb/km².